# Elektromos szél

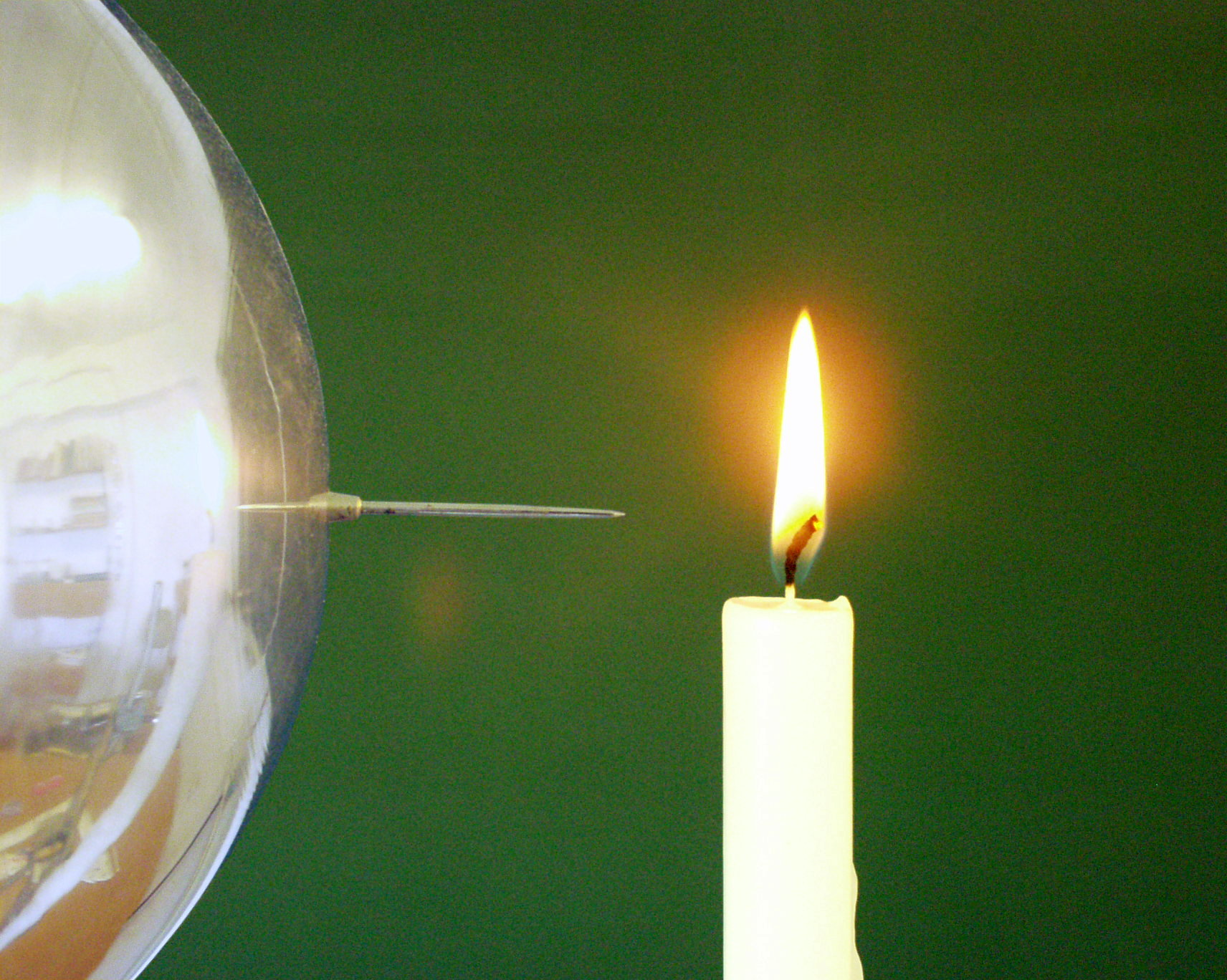
Elektromos szél (U = 0 V)

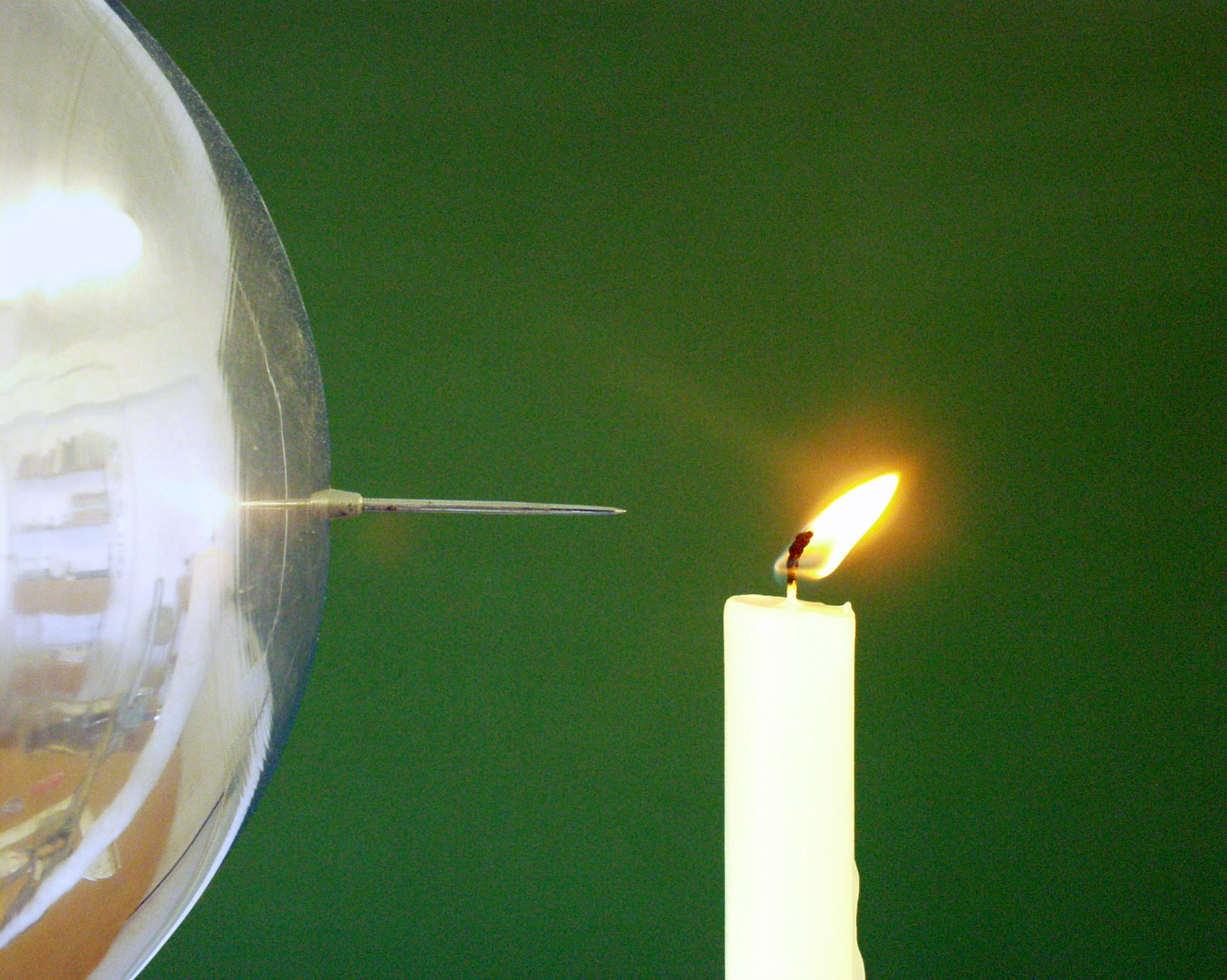
Elektromos szél

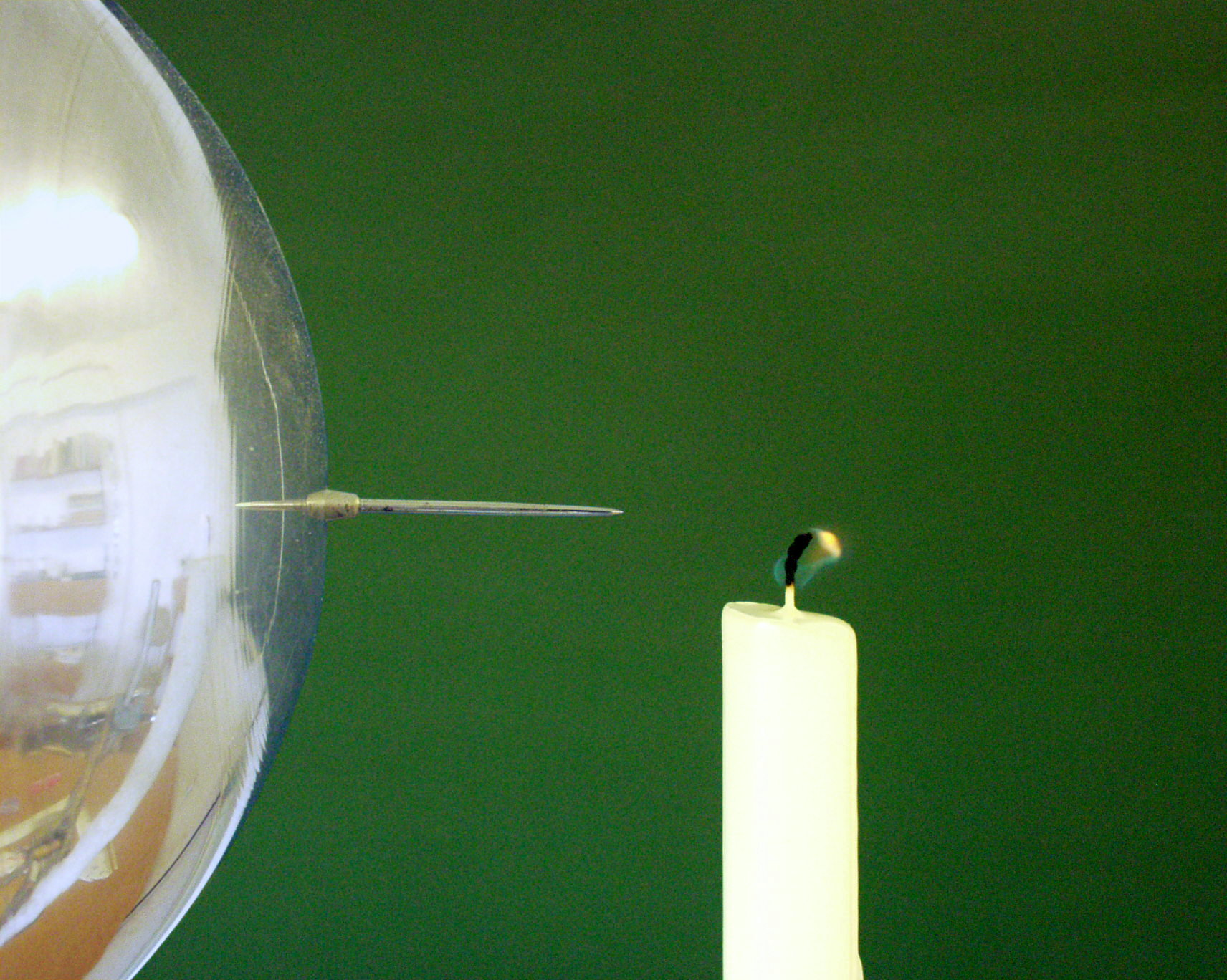
Elektromos szél

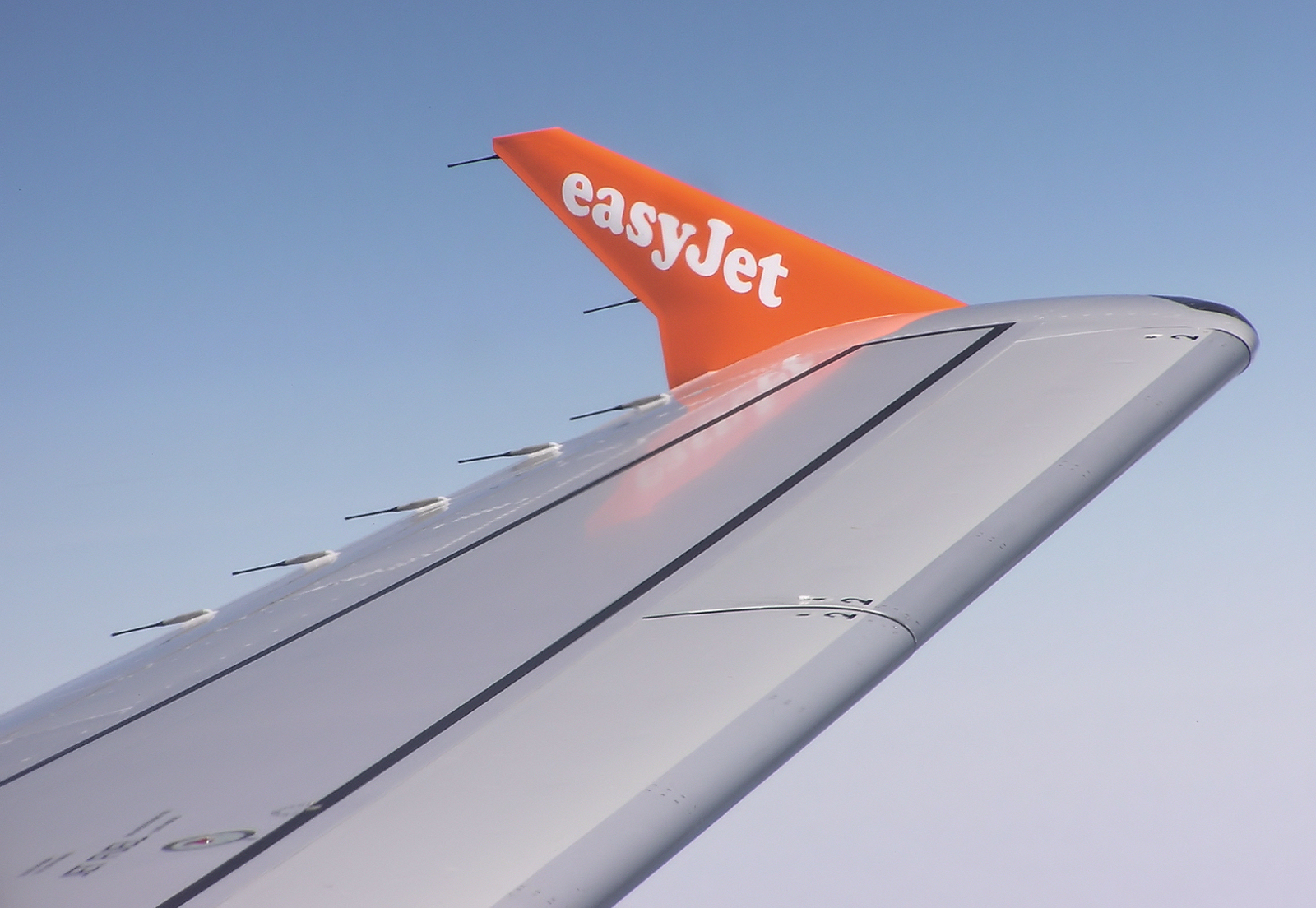
Repülőgép elektrosztatikus feltöltődésének megakadályozása

Az elektromos szél az elektromosan töltött vezetők csúcsairól, éleiről kiinduló áramlat, amely a csúcsokon feltöltődő, majd onnan nagy sebességgel eltaszított részecskékből és az általuk elsodort semleges molekulákból áll.

## Kialakulása
Az elektromos szél létrejöttében a csúcshatás döntő szerepet játszik. A vezetőn ugyanis az elektromos töltés az élek, csúcsok mentén halmozódik fel, másrészt az elektromos térerősség a csúcsok közelében nagyobb lesz, mint más helyeken. A vezetőt körülvevő gáz részecskéi (atomjai vagy molekulái) a csúcsnak ütközve ugyanolyan töltésűvé válnak, mint a vezető. A vezető és az ugyanolyan töltésű részecskék közti Coulomb-féle taszítóerő miatt a részecskék nagy sebességgel lerepülnek a vezetőről. A csúcsról eltaszított töltött részecskék egyrészt jól érzékelhető (lég)áramlatot hoznak létre, másrészt jelentős mennyiségű töltést juttatnak a feltöltött testről a környezetbe. Ez utóbbi miatt, a feltöltött vezető gyorsan elveszíti töltését, hacsak nincs folyamatos töltésutánpótlás.

## Kísérleti bemutatása
Az elektromos szél kísérleti bemutatásához a Van de Graaff-generátor fémgömbjére egy fémcsúcsot erősítünk, a csúccsal szembe pedig egy égő gyertyát helyezünk. A generátort bekapcsolva a gyertya lángja az elektromos szél miatt jól láthatóan elhajlik. (Lásd a képeken!)
Esetenként az elektromos szél olyan erős lehet, hogy eloltja a gyertya lángját.

## Gyakorlati alkalmazásai

### Elektrosztatikus feltöltődés megakadályozása, megszüntetése járműveken
Menet közben a járművek a levegővel történő súrlódás miatt elektromosan feltöltődhetnek. Az így kialakuló elektrosztatikus feltöltődés kellemetlen áramütést okozhat, de benzinkutaknál egy-egy ilyen szikrakisülés robbanást is előidézhet. Emiatt a tartálykocsikat gyakran földelik egy lánccal vagy egy fémszálakat tartalmazó gumiszalaggal.
A repülőgépeknél, helikoptereknél szintén el kell kerülni a feltöltődést. A járművekre erősített apró, hegyes fémcsúcsok közelében kialakuló elektromos szél hatékonyan elszállítja a felhalmozott töltéseket.

### Villámhárító
A villámhárítók hegyes csúcsokban végződő változatainál a kialakuló elektromos szél vihar idején folyamatosan töltést szállít a felhők felé. Így egy folyamatos töltéskiegyenlítődés jön létre a talaj és a felhő között. Mindez csökkenti a föld és a felhő közti feszültséget, így kisebb a villám kialakulásának a valószínűsége. Természetesen a villámhárító segít az ennek ellenére mégis kialakuló villámok földbe vezetésében is. (A villámhárítók másik típusában a Faraday-féle árnyékolóhatásnak van nagyobb szerepe.)

## Külső hivatkozások
- Elektromos szél – YouTube videó egy kísérletről